# Madonna Live: The Virgin Tour
Madonna Live: The Virgin Tour es el segundo álbum de vídeo de la cantante estadounidense Madonna, publicado el 13 de noviembre de 1985 por las compañías Sire Records y Warner Music Video. Contiene el material del concierto de la gira The Virgin Tour, filmado en Cobo Arena, Detroit, el 25 de mayo de 1985. El director Daniel Kleinman, quien presidió el rodaje de la gira, lo presentó a Warner Bros. Records, que decidió publicarlo como un álbum de vídeo. Madonna quería tener una introducción adecuada antes de dar paso al concierto y pidió al director James Foley filmar uno, el cual retrató su primer cambio de imagen y en donde recitaba líneas relacionadas sobre cómo se había hecho famosa.
Después de su lanzamiento, recibió críticas variadas de los especialistas, pero gozó de un éxito comercial; encabezó la lista Music Video Sales de Billboard y se convirtió en el casete de vídeo musical más vendido de 1986. Obtuvo dos discos de platino por la Recording Industry Association of America (RIAA), tras la venta de 200 000 copias, y en septiembre del mismo año, fue reconocido como el vídeo musical más popular en los Video Software Dealers Awards. Las actuaciones de «Like a Virgin» y «Dress You Up» fueron lanzadas como vídeos musicales en MTV para promocionar el material. Ambas recibieron dos nominaciones para mejor coreografía en los MTV Video Music Awards 1986.

## Antecedentes y desarrollo
La gira debut de Madonna, The Virgin Tour, promocionó sus dos primeros discos, Madonna (1983) y Like a Virgin (1984). Cuando finalizó, comenzó a grabar su tercer álbum de estudio, True Blue (1986). El director de cine Daniel Kleinman, quien presidió el rodaje de la gira, presentó el material a Warner Bros. Records, que decidió publicarlo como un álbum de vídeo. Titulado Madonna Live: The Virgin Tour, relata uno de los conciertos provenientes de la gira filmado en el Cobo Arena, Detroit, el 25 de mayo de 1985.
Kleinman contactó a Madonna —quien estaba ocupada con True Blue y el rodaje de la comedia cinematográfica Shanghai Surprise— para preguntar sobre su aprobación del rodaje. Según sus palabras, el vídeo «necesitaba una introducción como Dios manda. Le pedí a [...] James Foley que me filmara diciendo algo para añadirlo antes del comienzo del concierto». Foley, que dirigió el videoclip de «Live to Tell» (1986), filmó una introducción que apareció al inicio del vídeo. Retrató a Madonna en su primer cambio de imagen, con rizos rubio platino y un vestuario discreto. Madonna quería incluir un resumen de su biografía añadiéndose con el material. Por lo tanto, comenzó a hablar y declaró:

Cuando era joven, tuve un sueño. Fui a Nueva York. Tuve un sueño. Quería ser una gran estrella, no conocía a nadie, quería cantar, bailar, quería hacer todas esas cosas, quería hacer feliz a la gente, quería ser famosa, quería que todo el mundo me amara. He trabajado muy duro y mi sueño se hizo realidad.

Luego da paso al concierto, con la interpretación de «Dress You Up». Pese a que formaron parte del repertorio de la gira, el álbum no incluyó las presentaciones de «Angel», «Borderline» y «Burning Up». Mientras filmaba la gira el 25 de mayo, durante la interpretación de «Like a Virgin», de repente un fanático apareció en el escenario y trató de agarrar a la cantante, pero la seguridad lo llevó velozmente. Kleinman decidió mantener la toma, ya que consideró que ilustraba el fanatismo que había crecido en torno a ella y su popularidad. Las presentaciones en directo de «Like a Virgin» y «Dress You Up» fueron lanzadas como vídeos musicales en MTV para promover el álbum. Ambas recibieron dos nominaciones a mejor coreografía en los MTV Video Music Awards 1986, sin embargo, perdió el premio ante «Raspberry Beret» de Prince & The Revolution.

## Recepción

### Crítica
El álbum recibió reseñas variadas de los especialistas de la música. Annie Temple de Philadelphia Daily News comentó que «no era tan halagador» y «era un mal trabajo». Terry Atkinson, de Los Angeles Times, señaló que el vídeo era casi siempre una decepción si has visto el concierto en sí, puesto que se pierde «la espontaneidad y la energía en directo». Además, agregó: «Esto sigue el típico formato del vídeo-concierto de ponerte en el mejor asiento del salón y dejar que la acción hable por sí misma». Sylvia Chase de The Wichita Eagle comentó que «ver a Madonna en directo desde el público es totalmente diferente a verla de cerca en el vídeo de la gira. La energía, los movimientos y la provocación se te hacen más evidentes». Stephen Holden del New York Times opinó de manera favorable y dijo: «Filmado con movimientos abruptos y vertiginosos de la cámara que acentúan el estilo de baile fluido y algo desgarbado de la cantante, Madonna Live captura nítidamente los elementos contradictorios que la han transformado en un símbolo cultural a pesar de su voz chillona y limitada. En los planos cortos, los gestos, contoneos y miradas provocadoras se transforman en una sátira medio intencional de pósteres [...] en revistas eróticas. Tanto su música post disco como sus presunciones desafiantes sugieren la parodia de un niño en la posición de un adulto».

### Comercial
Madonna Live: The Virgin Tour debutó en el puesto número 14 en la lista Top Music Videocassettes de Billboard el 7 de diciembre de 1985 y llegó hasta la undécima posición, la semana siguiente. Comenzó un lento ascenso y en la edición del 18 de enero de 1986, ascendió al primer puesto y reemplazó a Prince & The Revolution: Live del grupo del mismo nombre. El 24 de mayo del mismo año, subió nuevamente a los diez primeros, en la posición dos. Estuvo presente por 49 semanas y fue el videcasete musical más vendido de 1986. Recibió dos discos de platino por la Recording Industry Association of America (RIAA), en representación a 200 000 copias, y fue reconocido como el vídeo musical más popular en los Video Software Dealers Awards, en septiembre de 1986.

## Lista de canciones
| Live - The Virgin Tour |                                                         |                                 |          |  |
| N.º                    | Título                                                  | Escritor(es)                    | Duración |  |
| 1.                     | «Dress You Up»                                          | Andrea LaRusso, Peggy Stanziale | 8:04     |  |
| 2.                     | «Holiday»                                               | Curtis Hudson, Lisa Stevens     | 5:19     |  |
| 3.                     | «Into the Groove»                                       | Madonna, Stephen Bray           | 4:08     |  |
| 4.                     | «Everybody»                                             | Madonna                         | 4:56     |  |
| 5.                     | «Gambler»                                               | Madonna                         | 5:10     |  |
| 6.                     | «Lucky Star»                                            | Madonna                         | 6:45     |  |
| 7.                     | «Crazy for You»                                         | John Bettis, Jon Lind           | 5:02     |  |
| 8.                     | «Over and Over»                                         | Madonna, S. Bray                | 4:51     |  |
| 9.                     | «Like a Virgin» (contiene un extracto de «Billie Jean») | Tom Kelly, Billy Steinberg      | 4:51     |  |
| 10.                    | «Material Girl»                                         | Peter Brown, Roberta Rans       | 4:51     |  |
| 55:00                  |                                                         |                                 |          |  |

Lista de canciones tomado de las notas del Laserdisc.

### Formatos
El álbum ha sido lanzado en VHS y posteriormente en Laserdisc. También se lanzó como parte de una caja recopilatoria de tres VHS, The Madonna Collection, en el año 2000.

## Créditos y personal
- Daniel Kleinman: director
- James Foley: director (secuencia de apertura)
- Simon Fields: productor
- Jerry Watson: cinematografía
- Jan de Bont: cinematografía (secuencia de apertura)
- Mitchell Sinoway: editor
- Kenneth C. Barrows: camarógrafo
- Brad Jeffries: coreógrafo
- Rick Uber: editor en línea
- Limelight Productions: empresa de producción

Créditos adaptados de las notas del vídeo.